# Gracula indica
El miná indio (Gracula indica) es un especie de ave paseriforme de la familia Sturnidae propia del sudoeste de la India y Sri Lanka. Anteriormente se consideraba una subespecie del miná religioso.